# Collegio di Feltham and Heston
Feltham and Heston è un collegio elettorale situato nella Grande Londra, e rappresentato alla Camera dei comuni del Parlamento del Regno Unito. Elegge un membro del parlamento con il sistema first-past-the-post, ossia maggioritario a turno unico; l'attuale parlamentare è Seema Malhotra del Partito Laburista e Co-Operativo, che rappresenta il collegio dal 2011.

## Estensione

Feltham and Heston dal 2010 al 2024

Feltham and Heston copre la parte occidentale del borgo londinese di Hounslow. Feltham occupa la parte meridionale del borough, mentre Heston ricopre la sua parte settentrionale, lambendo la Motorway M4. Nella parte meridionale si trova Hanworth con Bedfont.
Il collegio è composto dai seguenti ward elettorali: 
- 2010-2024: Bedfont, Cranford, Feltham North, Feltham West, Hanworth, Hanworth Park, Heston Central, Heston East, Heston West e Hounslow West, tutti compresi nel borough di Hounslow.
- dal 2024: Bedfont, Cranford, Feltham North, Feltham West, Hanworth, Hanworth Park, Hanworth Village, Heston Central, Heston West e Hounslow West, tutti compresi nel borough di Hounslow.[1]

La parte orientale del borough di Hounslow si trova nel collegio di Brentford and Isleworth.

## Membri del parlamento
| Elezione | Elezione       | Deputato       | Partito         |
| -------- | -------------- | -------------- | --------------- |
|          | Feb 1974       | Russell Kerr   | Laburista       |
|          | 1983           | Patrick Ground | Conservatore    |
|          | 1992           | Alan Keen      | Laburista Co-Op |
| 2011 (S) | Seema Malhotra |                | Laburista Co-Op |

## Elezioni

### Elezioni negli anni 2020
| Partito                    | Partito                                      | Candidato                  | Risultati 4 luglio 2024 | Risultati 4 luglio 2024 |
| Partito                    | Partito                                      | Candidato                  | Voti                    | %                       |
| -------------------------- | -------------------------------------------- | -------------------------- | ----------------------- | ----------------------- |
|                            | Laburista Co-Op                              | Seema Malhotra             | 16 139                  | 41,50                   |
|                            | Conservatore                                 | Reva Gudi                  | 8 195                   | 21,07                   |
|                            | Reform UK                                    | Prabhdeep Singh            | 5 130                   | 13,19                   |
|                            | Verdi                                        | Katharine Kandelaki        | 2 543                   | 6,54                    |
|                            | Workers                                      | Amritpal Mann              | 2 201                   | 5,66                    |
|                            | Lib Dem                                      | Dhruv Sengupta             | 1 821                   | 4,68                    |
|                            | Indipendente                                 | Abdul Majid Tramboo        | 1 658                   | 4,26                    |
|                            | Indipendente                                 | Ian Brown                  | 454                     | 1,17                    |
|                            | Indipendente                                 | Aysha Choudhury            | 373                     | 0,96                    |
|                            | Indipendente                                 | Damian Read                | 373                     | 0,96                    |
|                            |                                              |                            |                         |                         |
| Iscritti                   | Iscritti                                     | Iscritti                   | 76 983                  | 100,00                  |
| ↳ Votanti (% su iscritti)  | ↳ Votanti (% su iscritti)                    | ↳ Votanti (% su iscritti)  | 38 887                  | 50,51                   |
| ↳ Astenuti (% su iscritti) | ↳ Astenuti (% su iscritti)                   | ↳ Astenuti (% su iscritti) | 38 096                  | 49,49                   |
|                            |                                              |                            |                         |                         |
|                            | Esito: collegio confermato a Laburista Co-Op |                            |                         |                         |

### Elezioni negli anni 2010
| Partito                    | Partito                                      | Candidato                  | Risultati 12 dicembre 2019 | Risultati 12 dicembre 2019 |
| Partito                    | Partito                                      | Candidato                  | Voti                       | %                          |
| -------------------------- | -------------------------------------------- | -------------------------- | -------------------------- | -------------------------- |
|                            | Laburista Co-Op                              | Seema Malhotra             | 24 876                     | 52,03                      |
|                            | Conservatore                                 | Jane Keep                  | 17 017                     | 35,59                      |
|                            | Lib Dem                                      | Hina Malik                 | 3 127                      | 6,54                       |
|                            | Brexit                                       | Martyn Nelson              | 1 658                      | 3,47                       |
|                            | Verdi                                        | Tony Firkins               | 1 133                      | 2,37                       |
|                            |                                              |                            |                            |                            |
| Iscritti                   | Iscritti                                     | Iscritti                   | 80 934                     | 100,00                     |
| ↳ Votanti (% su iscritti)  | ↳ Votanti (% su iscritti)                    | ↳ Votanti (% su iscritti)  | 47 811                     | 59,07                      |
| ↳ Astenuti (% su iscritti) | ↳ Astenuti (% su iscritti)                   | ↳ Astenuti (% su iscritti) | 33 123                     | 40,93                      |
|                            |                                              |                            |                            |                            |
|                            | Esito: collegio confermato a Laburista Co-Op |                            |                            |                            |

| Partito                    | Partito                                      | Candidato                  | Risultati 8 giugno 2017 | Risultati 8 giugno 2017 |
| Partito                    | Partito                                      | Candidato                  | Voti                    | %                       |
| -------------------------- | -------------------------------------------- | -------------------------- | ----------------------- | ----------------------- |
|                            | Laburista Co-Op                              | Seema Malhotra             | 32 462                  | 61,22                   |
|                            | Conservatore                                 | Samir Jassal               | 16 859                  | 31,79                   |
|                            | UKIP                                         | Stuart Agnew               | 1 510                   | 2,85                    |
|                            | Lib Dem                                      | Hina Malik                 | 1 387                   | 2,62                    |
|                            | Verdi                                        | Tony Firkins               | 809                     | 1,53                    |
|                            |                                              |                            |                         |                         |
| Iscritti                   | Iscritti                                     | Iscritti                   | 81 714                  | 100,00                  |
| ↳ Votanti (% su iscritti)  | ↳ Votanti (% su iscritti)                    | ↳ Votanti (% su iscritti)  | 53 027                  | 64,89                   |
| ↳ Astenuti (% su iscritti) | ↳ Astenuti (% su iscritti)                   | ↳ Astenuti (% su iscritti) | 28 687                  | 35,11                   |
|                            |                                              |                            |                         |                         |
|                            | Esito: collegio confermato a Laburista Co-Op |                            |                         |                         |

| Partito                    | Partito                                      | Candidato                  | Risultati 7 maggio 2015 | Risultati 7 maggio 2015 |
| Partito                    | Partito                                      | Candidato                  | Voti                    | %                       |
| -------------------------- | -------------------------------------------- | -------------------------- | ----------------------- | ----------------------- |
|                            | Laburista Co-Op                              | Seema Malhotra             | 25 845                  | 52,31                   |
|                            | Conservatore                                 | Simon Nayyar               | 14 382                  | 29,11                   |
|                            | UKIP                                         | Peter Dul                  | 6 209                   | 12,57                   |
|                            | Lib Dem                                      | Roger Crouch               | 1 579                   | 3,20                    |
|                            | Verdi                                        | Tony Firkins               | 1 390                   | 2,81                    |
|                            |                                              |                            |                         |                         |
| Iscritti                   | Iscritti                                     | Iscritti                   | 82 340                  | 100,00                  |
| ↳ Votanti (% su iscritti)  | ↳ Votanti (% su iscritti)                    | ↳ Votanti (% su iscritti)  | 49 405                  | 60,00                   |
| ↳ Astenuti (% su iscritti) | ↳ Astenuti (% su iscritti)                   | ↳ Astenuti (% su iscritti) | 32 935                  | 40,00                   |
|                            |                                              |                            |                         |                         |
|                            | Esito: collegio confermato a Laburista Co-Op |                            |                         |                         |

| Partito                    | Partito                                | Candidato                  | Risultati 15 dicembre 2011 | Risultati 15 dicembre 2011 |
| Partito                    | Partito                                | Candidato                  | Voti                       | %                          |
| -------------------------- | -------------------------------------- | -------------------------- | -------------------------- | -------------------------- |
|                            | Laburista                              | Seema Malhotra             | 12 639                     | 54,42                      |
|                            | Conservatore                           | Mark Bowen                 | 6 436                      | 27,71                      |
|                            | Lib Dem                                | Roger Crouch               | 1 364                      | 5,87                       |
|                            | UKIP                                   | Andrew Charalambous        | 1 276                      | 5,49                       |
|                            | BNP                                    | Dave Furness               | 540                        | 2,33                       |
|                            | Verdi                                  | Daniel Goldsmith           | 426                        | 1,83                       |
|                            | Democratici                            | Roger Cooper               | 322                        | 1,39                       |
|                            | London People Before Profit            | George Hallam              | 128                        | 0,55                       |
|                            | Bus-Pass Elvis                         | David Bishop               | 93                         | 0,40                       |
|                            |                                        |                            |                            |                            |
| Iscritti                   | Iscritti                               | Iscritti                   | 80 813                     | 100,00                     |
| ↳ Votanti (% su iscritti)  | ↳ Votanti (% su iscritti)              | ↳ Votanti (% su iscritti)  | 23 299                     | 28,83                      |
| ↳ Astenuti (% su iscritti) | ↳ Astenuti (% su iscritti)             | ↳ Astenuti (% su iscritti) | 57 514                     | 71,17                      |
|                            |                                        |                            |                            |                            |
|                            | Esito: collegio confermato a Laburista |                            |                            |                            |

| Partito                    | Partito                                      | Candidato                  | Risultati 6 maggio 2010 | Risultati 6 maggio 2010 |
| Partito                    | Partito                                      | Candidato                  | Voti                    | %                       |
| -------------------------- | -------------------------------------------- | -------------------------- | ----------------------- | ----------------------- |
|                            | Laburista Co-Op                              | Alan Keen                  | 21 174                  | 43,63                   |
|                            | Conservatore                                 | Mark Bowen                 | 16 516                  | 34,04                   |
|                            | Lib Dem                                      | Munira Wilson              | 6 669                   | 13,74                   |
|                            | BNP                                          | John Donnelly              | 1 714                   | 3,53                    |
|                            | UKIP                                         | Jerry Shadbolt             | 992                     | 2,04                    |
|                            | Verdi                                        | Elizabeth Anstis           | 530                     | 1,09                    |
|                            | Indipendente                                 | Dharmendra Tripathi        | 505                     | 1,04                    |
|                            | Indipendente                                 | Asa Khaira                 | 180                     | 0,37                    |
|                            | Indipendente                                 | Roger Williams             | 168                     | 0,35                    |
|                            | Rivoluzionario dei Lavoratori                | Matthew Linley             | 78                      | 0,16                    |
|                            |                                              |                            |                         |                         |
| Iscritti                   | Iscritti                                     | Iscritti                   | 81 058                  | 100,00                  |
| ↳ Votanti (% su iscritti)  | ↳ Votanti (% su iscritti)                    | ↳ Votanti (% su iscritti)  | 48 526                  | 59,87                   |
| ↳ Astenuti (% su iscritti) | ↳ Astenuti (% su iscritti)                   | ↳ Astenuti (% su iscritti) | 32 532                  | 40,13                   |
|                            |                                              |                            |                         |                         |
|                            | Esito: collegio confermato a Laburista Co-Op |                            |                         |                         |

### Elezioni negli anni 2000
| Partito                    | Partito                                      | Candidato                  | Risultati 5 maggio 2005 | Risultati 5 maggio 2005 |
| Partito                    | Partito                                      | Candidato                  | Voti                    | %                       |
| -------------------------- | -------------------------------------------- | -------------------------- | ----------------------- | ----------------------- |
|                            | Laburista Co-Op                              | Alan Keen                  | 17 741                  | 47,59                   |
|                            | Conservatore                                 | Mark Bowen                 | 10 921                  | 29,29                   |
|                            | Lib Dem                                      | Satnam Kaur Khalsa         | 6 177                   | 16,57                   |
|                            | BNP                                          | Graham Kemp                | 975                     | 2,62                    |
|                            | Verdi                                        | Elizabeth Anstis           | 815                     | 2,19                    |
|                            | UKIP                                         | Leon S. Mullett            | 612                     | 1,64                    |
|                            | Indipendente                                 | Warwick Prachar            | 41                      | 0,11                    |
|                            |                                              |                            |                         |                         |
| Iscritti                   | Iscritti                                     | Iscritti                   | 76 531                  | 100,00                  |
| ↳ Votanti (% su iscritti)  | ↳ Votanti (% su iscritti)                    | ↳ Votanti (% su iscritti)  | 37 282                  | 48,71                   |
| ↳ Astenuti (% su iscritti) | ↳ Astenuti (% su iscritti)                   | ↳ Astenuti (% su iscritti) | 39 249                  | 51,29                   |
|                            |                                              |                            |                         |                         |
|                            | Esito: collegio confermato a Laburista Co-Op |                            |                         |                         |

| Partito                    | Partito                                      | Candidato                  | Risultati 7 giugno 2001 | Risultati 7 giugno 2001 |
| Partito                    | Partito                                      | Candidato                  | Voti                    | %                       |
| -------------------------- | -------------------------------------------- | -------------------------- | ----------------------- | ----------------------- |
|                            | Laburista Co-Op                              | Alan Keen                  | 21 406                  | 59,17                   |
|                            | Conservatore                                 | Hazel Mammatt              | 8 749                   | 24,18                   |
|                            | Lib Dem                                      | Andrew S. Darley           | 4 998                   | 13,82                   |
|                            | Laburista Socialista                         | Surinder Cheema            | 651                     | 1,80                    |
|                            | Indipendente                                 | Warwick Prachar            | 204                     | 0,56                    |
|                            | Indipendente                                 | Asa Singh Khaira           | 169                     | 0,47                    |
|                            |                                              |                            |                         |                         |
| Iscritti                   | Iscritti                                     | Iscritti                   | 74 458                  | 100,00                  |
| ↳ Votanti (% su iscritti)  | ↳ Votanti (% su iscritti)                    | ↳ Votanti (% su iscritti)  | 36 177                  | 48,59                   |
| ↳ Astenuti (% su iscritti) | ↳ Astenuti (% su iscritti)                   | ↳ Astenuti (% su iscritti) | 38 281                  | 51,41                   |
|                            |                                              |                            |                         |                         |
|                            | Esito: collegio confermato a Laburista Co-Op |                            |                         |                         |

## Risultati dei referendum

### Referendum sulla permanenza del Regno Unito nell'Unione europea del 2016
|             | Collegio           | Lasciare UE % | Rimanere in UE % |
| ----------- | ------------------ | ------------- | ---------------- |
|             | Feltham and Heston | 55,9%         | 44,1%            |
|             | Inghilterra        | 53,3%         | 46,7%            |
| Regno Unito | 51,9%              | 48,1%         |                  |